# Kylie Davies
Kylie Davies (* 25. September 1987 in Carshalton, London) ist eine walisische Fußballspielerin.

## Werdegang
Davies begann im Alter von sechs Jahren mit dem Fußball spielen und begann mit zehn Jahren ihre Karriere bei Wimbledon LFC. 
In den Saisons 2007 und 2008 spielte Davies in der W-League, der zweithöchsten Spielklasse im US-amerikanischen und kanadischen Frauenfußball, für Richmond Kickers Destiny.

## Nationalmannschaft
Davies repräsentierte Englands U-15, -17, -19, -21 und -23 Auswahlen. Jedoch wurde sie im März 2010 in das A-Team von Wales berufen, da ihr Großvater im walisischen Pontardawe geboren ist.
Davies repräsentierte, als Studentin an der Loughborough University, Großbritannien bei der Sommer-Universiade 2007 in Bangkok.